# Mas Berenguera (Sant Pere de Ribes)
El Mas Berenguera és una obra de Sant Pere de Ribes (Garraf) protegida com a Bé Cultural d'Interès Local.

## Descripció
Masia en estat ruïnós que està situada prop d'un parc públic de la Urbanització Pineda Parc. És de planta quadrangular i s'estructura en dues crugies, trobant-se la part de tramuntana, l'accés, bona part de l'estructura interior i la teulada enderrocades. Originalment constava de planta baixa i pis i tenia la coberta a dues vessants amb el carener paral·lel a la façana. Les obertures conservades es corresponen amb finestres amb llinda de fusta. A la façana de ponent s'hi observa un petit tram del ràfec, acabat amb una senzilla imbricació de rajols ceràmics. A la façana de migdia hi ha adossat un cobert d'un sol nivell d'alçat que s'obre amb tres pòrtics d'arc de mig punt de pedra disposada a sardinell. Adossat a aquest, orientat cap a sol ixent, hi ha un dipòsit quadrangular que sembla correspondre's amb una cisterna per la recollida d'aigua. El parament dels murs és de pedra irregular lligada amb fang. L'interior és ple de deixalles i vegetació.

## Història
Segons consta al cadastre de l'any 1717, el Mas Berenguera pertanyia a Pere Raventós i n'era propietari Joan Mayner.